# タイラー・マツェック
タイラー・アレクサンダー・マツェック（Tyler Alexander Matzek, 1990年10月19日 - ）は、アメリカ合衆国カリフォルニア州ミッションビエホ出身のプロ野球選手（投手）。MLBのセントルイス・カージナルス傘下所属。左投左打。

## 経歴

### プロ入りとロッキーズ時代
2009年のMLBドラフト1巡目（全体11位）でコロラド・ロッキーズから指名され、8月17日に契約。
2010年にA級アッシュビル・ツーリスツでプロデビュー。18試合に先発登板して5勝1敗、防御率2.92、88奪三振を記録した。
2011年はまずA級アッシュビルでプレーし、12試合に先発登板して5勝4敗、防御率4.36、74奪三振を記録した。6月にA+級モデスト・ナッツへ昇格。10試合に先発登板して0勝3敗、防御率9.82、37奪三振を記録した。
2012年はA+級モデストでプレーし、28試合に先発登板して6勝8敗、防御率4.62、153奪三振を記録した。
2013年はAA級タルサ・ドリラーズでプレーし、26試合に先発登板して8勝9敗、防御率3.79、95奪三振を記録した。オフの11月20日にロッキーズとメジャー契約を結び、40人枠入りした。
2014年3月9日にロッキーズと1年契約に合意。3月12日にAAA級コロラドスプリングス・スカイソックスへ配属され、そのまま開幕を迎えた。開幕後はAAA級コロラドスプリングスでプレーし、12試合に先発登板して5勝4敗、防御率4.05、61奪三振を記録した。6月11日にメジャーへ初昇格し、同日のアトランタ・ブレーブス戦でメジャーデビュー。7回を5安打2失点7奪三振に抑え、メジャー初勝利を挙げた。この年メジャーでは20試合（先発19試合）に登板して6勝11敗、防御率4.05、95奪三振を記録した。
2015年は5試合に先発登板して2勝1敗、防御率4.09、15奪三振を記録した。
2016年6月21日に40人枠外となり、この年のメジャーでの登板は無かった。オフの11月7日にFAとなった。

### ロッキーズ退団後
2017年2月18日にシカゴ・ホワイトソックスとマイナー契約を結んだ。
2018年4月12日に独立リーグであるアメリカン・アソシエーションのテキサス・エアホッグスと契約した。
2019年1月16日にアリゾナ・ダイヤモンドバックスとマイナー契約を結んだ。5月16日にFAとなった。6月9日、前年も所属したテキサス・エアホッグスと契約した。

### ブレーブス時代
2019年8月15日にブレーブスとマイナー契約を結んだ。移籍後は傘下のAA級ミシシッピ・ブレーブスとAAA級グウィネット・ストライパーズでプレーした。
2020年7月23日にメジャー契約を結んで40人枠入りした。7月26日のニューヨーク・メッツ戦で5年振りにメジャーの試合に登板した。
2021年はセットアッパーとしてキャリアハイとなる69試合に登板。0勝4敗24ホールド、防御率2.57の好成績を残し、チームのワールドシリーズ出場に大きく貢献した。ヒューストン・アストロズとのワールドシリーズでは、第4戦で勝利投手となり、優勝決定試合となった第6戦でも2回を1被安打4奪三振無失点に抑えるなど活躍し、自身初めてとなるワールドシリーズ優勝を経験した。
2022年は42試合に登板して4勝2敗1セーブ8ホールド、防御率3.50、36奪三振を記録した。
2023年は故障により、1年を棒に振った。
2024年の開幕はメジャーで迎えたが、5月4日のロサンゼルス・ドジャース戦での登板を最後に年間を通してメジャーでの登板機会は無かった。

### ジャイアンツ傘下時代
2024年7月29日にホルヘ・ソレア、ルーク・ジャクソンとのトレードで、サビン・セバロスと共にサンフランシスコ・ジャイアンツへ移籍した。8月13日にAAA級サクラメント・リバーキャッツに配属されたが、同月30日に自由契約となった。

### ブレーブス傘下時代
2024年8月31日にアトランタ・ブレーブスとマイナー契約を結び、翌9月1日にAAA級グウィネット・ストライパーズに配属されたが、メジャーに昇格する機会は一度も無く、オフの11月4日にFAとなった。

### ヤンキース時代
2025年2月10日にニューヨーク・ヤンキースとマイナー契約を結び、同年のスプリングトレーニングには招待選手として参加した。また、その日のうちにAAA級スクラントン・ウィルクスバリ・レイルライダースに配属された。4月22日にメジャー契約を結んでアクティブロースター入りした。5月16日にジョナタン・ロアイシガの復帰に伴ってDFAとなり、3日後にFAとなった。

### カージナルス傘下時代
2025年6月3日にセントルイス・カージナルスとマイナー契約を結び、同日中にAAA級メンフィス・レッドバーズに配属された。6月15日にFAとなったが、6月19日に再びカージナルスとマイナー契約を結び、AAA級メンフィスに配属された。

## 人物
ロッキーズ末期からブレーブスで復活を遂げるまでの間はイップスに悩まされていた。また独立リーグ時代は車上生活を送っていたという。

## 投球スタイル
| 球種         | 割合 | 平均球速 | 平均球速 | 最高球速 | 最高球速 |
| 球種         | %    | mph      | km/h     | mph      | km/h     |
| フォーシーム | 70.7 | 96       | 154.5    | 100.2    | 161.3    |
| スライダー   | 26.8 | 84.7     | 136.3    | 88.1     | 141.8    |
| カーブ       | 2.5  | 80.8     | 130      | 83.3     | 134.1    |

一般的なスリークオーターから繰り出される最速100.2mph（約161.3km/h）のフォーシームが投球の約7割を占める豪腕。変化球はスライダーを主体としており、稀にカーブを投げる。

## 詳細情報

### 年度別投手成績
| 年 度    | 球 団    | 登 板 | 先 発 | 完 投 | 完 封 | 無 四 球 | 勝 利 | 敗 戦 | セ 丨 ブ | ホ 丨 ル ド | 勝 率 | 打 者 | 投 球 回 | 被 安 打 | 被 本 塁 打 | 与 四 球 | 敬 遠 | 与 死 球 | 奪 三 振 | 暴 投 | ボ 丨 ク | 失 点 | 自 責 点 | 防 御 率 | W H I P |
| -------- | -------- | ----- | ----- | ----- | ----- | -------- | ----- | ----- | -------- | ----------- | ----- | ----- | -------- | -------- | ----------- | -------- | ----- | -------- | -------- | ----- | -------- | ----- | -------- | -------- | ------- |
| 2014     | COL      | 20    | 19    | 1     | 1     | 0        | 6     | 11    | 0        | 0           | .353  | 503   | 117.2    | 120      | 9           | 44       | 1     | 3        | 91       | 3     | 0        | 53    | 53       | 4.05     | 1.39    |
| 2015     | COL      | 5     | 5     | 0     | 0     | 0        | 2     | 1     | 0        | 0           | .667  | 102   | 22.0     | 21       | 2           | 19       | 0     | 3        | 15       | 2     | 0        | 10    | 10       | 4.09     | 1.82    |
| 2020     | ATL      | 21    | 0     | 0     | 0     | 0        | 4     | 3     | 0        | 1           | .571  | 121   | 29.0     | 23       | 1           | 10       | 0     | 2        | 43       | 1     | 0        | 9     | 9        | 2.79     | 1.14    |
| 2021     | ATL      | 69    | 0     | 0     | 0     | 0        | 0     | 4     | 0        | 24          | .000  | 264   | 63.0     | 40       | 3           | 37       | 5     | 2        | 77       | 6     | 0        | 19    | 18       | 2.57     | 1.22    |
| 2022     | ATL      | 42    | 0     | 0     | 0     | 0        | 4     | 2     | 1        | 8           | .667  | 184   | 43.2     | 26       | 3           | 29       | 2     | 2        | 36       | 7     | 0        | 21    | 17       | 3.50     | 1.26    |
| 2024     | ATL      | 11    | 0     | 0     | 0     | 0        | 0     | 0     | 0        | 3           | ----  | 48    | 10.0     | 16       | 3           | 3        | 0     | 0        | 10       | 2     | 0        | 11    | 11       | 9.90     | 1.90    |
| MLB：6年 | MLB：6年 | 168   | 24    | 1     | 1     | 0        | 16    | 21    | 1        | 36          | .432  | 1222  | 285.1    | 246      | 21          | 142      | 8     | 12       | 272      | 21    | 0        | 123   | 118      | 3.72     | 1.36    |

- 2024年度シーズン終了時

### ポストシーズン投手成績
| 年 度     | 球 団     | シ リ ｜ ズ | 登 板 | 先 発 | 勝 利 | 敗 戦 | セ ｜ ブ | 打 者 | 投 球 回 | 被 安 打 | 被 本 塁 打 | 与 四 球 | 敬 遠 | 与 死 球 | 奪 三 振 | 暴 投 | ボ ｜ ク | 失 点 | 自 責 点 | 防 御 率 |
| --------- | --------- | ----------- | ----- | ----- | ----- | ----- | -------- | ----- | -------- | -------- | ----------- | -------- | ----- | -------- | -------- | ----- | -------- | ----- | -------- | -------- |
| 2020      | ATL       | NLWC        | 1     | 0     | 0     | 0     | 0        | 6     | 1.1      | 2        | 0           | 0        | 0     | 0        | 4        | 0     | 0        | 0     | 0        | 0.00     |
| 2020      | ATL       | NLDS        | 2     | 0     | 0     | 0     | 0        | 6     | 2.0      | 0        | 0           | 0        | 0     | 0        | 4        | 0     | 0        | 0     | 0        | 0.00     |
| 2020      | ATL       | NLCS        | 4     | 0     | 1     | 0     | 0        | 22    | 5.1      | 4        | 1           | 3        | 0     | 0        | 6        | 1     | 0        | 1     | 1        | 1.69     |
| 2021      | ATL       | NLDS        | 4     | 0     | 1     | 0     | 0        | 18    | 4.1      | 3        | 0           | 2        | 0     | 0        | 6        | 0     | 0        | 0     | 0        | 0.00     |
| 2021      | ATL       | NLCS        | 5     | 0     | 1     | 0     | 0        | 21    | 6.0      | 1        | 0           | 2        | 1     | 0        | 11       | 0     | 0        | 2     | 2        | 3.00     |
| 2021      | ATL       | WS          | 4     | 0     | 1     | 0     | 0        | 21    | 5.1      | 6        | 0           | 0        | 0     | 0        | 7        | 0     | 0        | 1     | 1        | 1.69     |
| 出場：2回 | 出場：2回 | 出場：2回   | 20    | 0     | 4     | 0     | 0        | 94    | 24.1     | 16       | 1           | 7        | 1     | 0        | 38       | 1     | 0        | 4     | 4        | 1.48     |

- 2024年度シーズン終了時

### 年度別守備成績
| 年 度 | 球 団 | 投手（P） | 投手（P） | 投手（P） | 投手（P） | 投手（P） | 投手（P） |
| 年 度 | 球 団 | 試 合     | 刺 殺     | 補 殺     | 失 策     | 併 殺     | 守 備 率  |
| ----- | ----- | --------- | --------- | --------- | --------- | --------- | --------- |
| 2014  | COL   | 20        | 10        | 15        | 2         | 1         | .926      |
| 2015  | COL   | 5         | 1         | 4         | 0         | 1         | 1.000     |
| 2020  | ATL   | 21        | 0         | 4         | 1         | 0         | .800      |
| 2021  | ATL   | 69        | 2         | 6         | 0         | 2         | 1.000     |
| 2022  | ATL   | 42        | 0         | 3         | 0         | 1         | 1.000     |
| MLB   | MLB   | 157       | 13        | 32        | 3         | 5         | .938      |

- 2023年度シーズン終了時

### 背番号
- 46（2014年）
- 15（2015年）
- 68（2020年 - 2022年、2024年 - 2025年）